# Кастрочело
Кастрочѐло (на италиански: Castrocielo) е малко градче и община в Централна Италия, провинция Фрозиноне, регион Лацио. Разположено е на 250 m надморска височина. Населението на общината е 4014 души (към 2010 г.).